# Dalechampia attenuistylus
Dalechampia attenuistylus là một loài thực vật có hoa trong họ Đại kích. Loài này được Armbr. mô tả khoa học đầu tiên năm 1989.